# Campionati del mondo di atletica leggera 2023 - 200 metri piani femminili
La specialità dei 200 metri piani femminili dei campionati del mondo di atletica leggera 2023 si è svolta dal 23 al 25 agosto 2023 al Centro nazionale di atletica leggera di Budapest, in Ungheria.

## Podio
| Pos.    | Atleta               | Nazionalità | Tempo |
| ------- | -------------------- | ----------- | ----- |
| Oro     | Shericka Jackson     | Giamaica    | 21"41 |
| Argento | Gabrielle Thomas     | Stati Uniti | 21"81 |
| Bronzo  | Sha'Carri Richardson | Stati Uniti | 21"92 |

## Situazione pre-gara

### Record
Prima di questa competizione, il record del mondo (RM) e il record dei campionati (RC) erano i seguenti.
| Record                | Prestazione | Atleta                               | Data                                         | Competizione   |
| --------------------- | ----------- | ------------------------------------ | -------------------------------------------- | -------------- |
| Record mondiale       | 21"34       | Florence Griffith-Joyner Stati Uniti | 29 settembre 1988 Seul, Corea del Sud        | Olimpiadi 1988 |
| Record dei campionati | 21"45       | Shericka Jackson Giamaica            | 21 luglio 2022 Eugene, Stati Uniti d'America | Mondiali 2022  |

### Campionesse in carica
Le campionesse in carica a livello mondiale e olimpico erano:
| Campionessa | Atleta                         | Prestazione | Data                                         | Competizione         |
| ----------- | ------------------------------ | ----------- | -------------------------------------------- | -------------------- |
| Olimpica    | Elaine Thompson-Herah Giamaica | 21"53       | 3 agosto 2021 Tokyo, Giappone                | Giochi olimpici 2021 |
| Mondiale    | Shericka Jackson Giamaica      | 21"45       | 21 luglio 2022 Eugene, Stati Uniti d'America | Mondiali 2022        |

### La stagione
Prima di questa gara, le atlete con le migliori tre prestazioni dell'anno erano::
| Pos. | Atleta                       | Prestazione | Data                                              |
| ---- | ---------------------------- | ----------- | ------------------------------------------------- |
| 1    | Gabrielle Thomas Stati Uniti | 21"60       | 9 luglio 2023 Eugene, Stati Uniti d'America       |
| 2    | Shericka Jackson Giamaica    | 21"71       | 9 luglio 2023 Kingston, Giamaica                  |
| 3    | Julien Alfred Saint Lucia    | 21"91       | 14 aprile 2023 Gainesville, Stati Uniti d'America |

## Risultati

### Batterie
Le batterie si sono svolte a partire dalle 11:20 del 23 agosto. Si sono qualificate alle semifinali le prime 3 di ogni batteria (Q) e i 6 tempi migliori tra le escluse (q).

#### Batteria 1
| Posizione | Corsia | Atleta               | Nazionalità   | Tempo | Note                          |
| --------- | ------ | -------------------- | ------------- | ----- | ----------------------------- |
| 1         | 9      | Anthonique Strachan  | Bahamas       | 22"31 | (.309) Q                      |
| 2         | 7      | Daryll Neita         | Gran Bretagna | 22"39 | Q                             |
| 3         | 3      | Jaël Bestué          | Spagna        | 22"58 | Q                             |
| 4         | 5      | Favour Ofili         | Nigeria       | 22"66 | q                             |
| 5         | 8      | Léonie Pointet       | Svizzera      | 23"16 | Miglior prestazione personale |
| 6         | 6      | Yunisleydis García   | Cuba          | 23"22 |                               |
| 7         | 2      | Ana Carolina Azevedo | Brasile       | 23"45 |                               |
| 8         | 4      | Aino Pulkkinen       | Finlandia     | 23"48 |                               |

#### Batteria 2
| Posizione | Corsia | Atleta                 | Nazionalità         | Tempo | Note                                     |
| --------- | ------ | ---------------------- | ------------------- | ----- | ---------------------------------------- |
| 1         | 6      | Sha'Carri Richardson   | Stati Uniti         | 22"16 | Q                                        |
| 2         | 5      | Marie-Josée Ta Lou     | Costa d'Avorio      | 22"26 | (.255) Q                                 |
| 3         | 3      | Olivia Fotopoulou      | Cipro               | 22"65 | Q                                        |
| 4         | 7      | Polyniki Emmanouilidou | Grecia              | 23"00 | q                                        |
| 5         | 8      | Ashanti Moore          | Giamaica            | 23"12 |                                          |
| 6         | 2      | Lorène Bazolo          | Portogallo          | 23"13 |                                          |
| 7         | 4      | Anniina Kortetmaa      | Finlandia           | 23"52 |                                          |
| 8         | 9      | Gorete Semedo          | São Tomé e Príncipe | 23"69 | Miglior prestazione personale stagionale |

#### Batteria 3
| Posizione | Corsia | Atleta             | Nazionalità               | Tempo | Note |
| --------- | ------ | ------------------ | ------------------------- | ----- | ---- |
| 1         | 4      | Shericka Jackson   | Giamaica                  | 22"51 | Q    |
| 2         | 8      | Shanti Pereira     | Singapore                 | 22"57 | Q    |
| 3         | 5      | Jessika Gbai       | Costa d'Avorio            | 22"78 | Q    |
| 4         | 6      | Adaejah Hodge      | Isole Vergini Britanniche | 22"82 | q    |
| 5         | 3      | Susanne Gogl-Walli | Austria                   | 23"38 |      |
| 6         | 7      | Alexa Sulyán       | Ungheria                  | 23"47 |      |
| 7         | 2      | Nicole Caicedo     | Ecuador                   | 23"51 |      |

#### Batteria 4
| Posizione | Corsia | Atleta           | Nazionalità   | Tempo | Note     |
| --------- | ------ | ---------------- | ------------- | ----- | -------- |
| 1         | 4      | Julien Alfred    | Saint Lucia   | 22"31 | (.309) Q |
| 2         | 8      | Natalliah Whyte  | Giamaica      | 22"44 | Q        |
| 3         | 7      | Bianca Williams  | Gran Bretagna | 22"67 | (.666) Q |
| 4         | 3      | Gina Bass        | Gambia        | 23"02 | q        |
| 5         | 2      | Georgia Hulls    | Nuova Zelanda | 23"36 |          |
| 6         | 6      | Julia Henriksson | Svezia        | 23"55 |          |
|           | 5      | Ella Connolly    | Australia     | dns   |          |

#### Batteria 5
| Posizione | Corsia | Atleta                    | Nazionalità | Tempo | Note     |
| --------- | ------ | ------------------------- | ----------- | ----- | -------- |
| 1         | 8      | Gabrielle Thomas          | Stati Uniti | 22"26 | (.251) Q |
| 2         | 3      | Kevona Davis              | Giamaica    | 22"49 | Q        |
| 3         | 4      | Tasa Jiya                 | Paesi Bassi | 22"97 | Q        |
| 4         | 2      | Boglárka Takács           | Ungheria    | 23"24 |          |
| 5         | 6      | Cecilia Tamayo-Garza      | Messico     | 23"25 |          |
| 6         | 7      | Martyna Kotwila           | Polonia     | 23"34 |          |
| 7         | 5      | Christine Bjelland Jensen | Norvegia    | 23"62 |          |

#### Batteria 6
| Posizione | Corsia | Atleta                | Nazionalità    | Tempo | Note     |
| --------- | ------ | --------------------- | -------------- | ----- | -------- |
| 1         | 8      | Dina Asher-Smith      | Gran Bretagna  | 22"46 | Q        |
| 2         | 9      | Maboundou Koné        | Costa d'Avorio | 22"55 | Q        |
| 3         | 4      | Kayla White           | Stati Uniti    | 22"62 | Q        |
| 4         | 6      | Dalia Kaddari         | Italia         | 22"67 | (.663) q |
| 5         | 7      | Kryscina Cimanoŭskaja | Polonia        | 22"88 | q        |
| 6         | 5      | Remi Tsuruta          | Giappone       | 23"49 |          |
| 7         | 3      | Rhoda Njobvu          | Zambia         | 23"82 |          |
| 8         | 2      | Vitória Cristina Rosa | Brasile        | 23"86 |          |

### Semifinali
Le semifinali sono state disputate dalle 19:45 (ora locale di Budapest) del 24 agosto. Si sono qualificate in finale le prime 2 di ogni batteria (Q) e i 2 tempi migliori (q).

#### Batteria 1
| Posizione | Corsia | Atleta                 | Nazionalità    | Tempo | Note                          |
| --------- | ------ | ---------------------- | -------------- | ----- | ----------------------------- |
| 1         | 8      | Gabrielle Thomas       | Stati Uniti    | 21"97 | Q                             |
| 2         | 6      | Dina Asher-Smith       | Gran Bretagna  | 22"28 | Q                             |
| 3         | 7      | Natalliah Whyte        | Giamaica       | 22"52 |                               |
| 4         | 9      | Tasa Jiya              | Paesi Bassi    | 22"67 | Miglior prestazione personale |
| 5         | 4      | Olivia Fotopoulou      | Cipro          | 22"73 | (.728)                        |
| 6         | 2      | Dalia Kaddari          | Italia         | 22"75 |                               |
| 7         | 3      | Polyniki Emmanouilidou | Grecia         | 23"15 |                               |
|           | 5      | Maboundou Koné         | Costa d'Avorio | dq    | TR17.3.1                      |

#### Batteria 2
| Posizione | Corsia | Atleta                | Nazionalità               | Tempo | Note   |
| --------- | ------ | --------------------- | ------------------------- | ----- | ------ |
| 1         | 6      | Julien Alfred         | Saint Lucia               | 22"17 | Q      |
| 2         | 8      | Daryll Neita          | Gran Bretagna             | 22"21 | Q      |
| 3         | 7      | Anthonique Strachan   | Bahamas                   | 22"30 | q      |
| 4         | 9      | Kayla White           | Stati Uniti               | 22"34 | (.332) |
| 5         | 5      | Kevona Davis          | Giamaica                  | 22"34 | (.339) |
| 6         | 4      | Jessika Gbai          | Costa d'Avorio            | 22"88 |        |
| 7         | 2      | Adaejah Hodge         | Isole Vergini Britanniche | 22"96 |        |
| 8         | 3      | Kryscina Cimanoŭskaja | Polonia                   | 23"34 |        |

#### Batteria 3
| Posizione | Corsia | Atleta               | Nazionalità    | Tempo | Note                                     |
| --------- | ------ | -------------------- | -------------- | ----- | ---------------------------------------- |
| 1         | 7      | Shericka Jackson     | Giamaica       | 22"00 | Q                                        |
| 2         | 8      | Sha'Carri Richardson | Stati Uniti    | 22"20 | Q                                        |
| 3         | 6      | Marie-Josée Ta Lou   | Costa d'Avorio | 22"26 | q                                        |
| 4         | 5      | Bianca Williams      | Gran Bretagna  | 22"45 | Miglior prestazione personale stagionale |
| 5         | 4      | Jaël Bestué          | Spagna         | 22"60 |                                          |
| 6         | 9      | Shanti Pereira       | Singapore      | 22"79 |                                          |
| 7         | 2      | Favour Ofili         | Nigeria        | 22"86 |                                          |
| 8         | 3      | Gina Bass            | Gambia         | 23"10 |                                          |

### Finale
La finale è stata disputata alle 21:42 (ora locale di Budapest) del 25 agosto.
| Posizione | Corsia | Atleta               | Nazionalità    | Tempo | Note                          |
| --------- | ------ | -------------------- | -------------- | ----- | ----------------------------- |
|           | 6      | Shericka Jackson     | Giamaica       | 21"41 | Record dei campionati         |
|           | 8      | Gabrielle Thomas     | Stati Uniti    | 21"81 |                               |
|           | 9      | Sha'Carri Richardson | Stati Uniti    | 21"92 | Miglior prestazione personale |
| 4         | 7      | Julien Alfred        | Saint Lucia    | 22"05 |                               |
| 5         | 5      | Daryll Neita         | Gran Bretagna  | 22"16 | Miglior prestazione personale |
| 6         | 3      | Anthonique Strachan  | Bahamas        | 22"29 |                               |
| 7         | 4      | Dina Asher-Smith     | Gran Bretagna  | 22"34 |                               |
| 8         | 2      | Marie-Josée Ta Lou   | Costa d'Avorio | 22"64 |                               |